# Stacey Milbern
Stacey Milbern   (Seül, 19 de maig de 1987 - Stanford, 19 de maig de 2020) va ser una activista nord-americana pels drets de les persones amb discapacitat. Va ajudar a crear el moviment per la justícia de la discapacitat i va defensar un tracte just de les persones amb discapacitat.

## Biografia
Milbern va néixer a Seül el 19 de maig de 1987 amb distròfia muscular. Era de raça mixta, el seu pare Joel (militar) era blanc i la mare Jean coreana. Va créixer a Carolina del Nord. Quan era petita, confiava en la seva família com a cuidadores, però quan es va començar a identificar com a queer, va témer el rebuig dels seus pares evangèlics cristians i es va planejar marxar.
El 2005, Milbern va ajudar a crear el moviment per la justícia de la discapacitat. Milbern es va graduar a la Universitat Metodista el 2009.
Es va traslladar a Bay Area quan tenia 24 anys, perquè San Francisco era "un dels llocs més adaptats per a persones amb discapacitat física". La Bay Area havia estat el centre històric del moviment pels drets de les persones amb discapacitat i allà va continuar organitzant, escrivint i parlant pel moviment, convertint-se en la directora de programes del Moviment de Vida Independent, Berkeley. Califòrnia es caracteritza per les prestacions d’atenció domiciliària i Milbern va obtenir-ne, cosa que li va permetre ser independent a Oakland i treballar en un departament de recursos humans en un banc. Va contrastar la seva independència i l'atenció que va poder rebre a Califòrnia contra les seves experiències a Carolina del Nord i va defensar la necessitat que els programes Medicaid financessin els serveis d'atenció a domicili i infermeria contra les reduccions proposades durant els esforços per derogar i substituir la Llei d'Assistència Accessible.
L'any 2015 va obtenir un màster al Mills College.
Milbern abogava per una atenció mèdica justa per a les persones amb discapacitat i era contrària a la cirurgia innecessària. Milbern també va assessorar l'administració Obama durant dos anys.
A principis de març de 2020, quan la pandèmia COVID-19, tot i els seus problemes de salut que li comportar una intervenció quirúrgica per extirpar el càncer de ronyó, es va estendre a la zona de la badia, Milbern i quatre amics van formar el Club de Cultura de Justícia per a Discapacitats per distribuir kits casolans de prevenció de malalties com ara desinfectants i aparells respiratoris a les persones que residien en campaments de sensesostre d'Oakland. També va organitzar una xarxa de suport i assistència per a persones amb discapacitat que ho necessitessin. Milbern va morir a l'hospital de Stanford el 19 de maig de 2020, a causa de complicacions quirúrgiques.